# Tollow (Insel)
Die unbewohnte Insel Tollow liegt in der Maltziener Wiek, einer Bucht des Greifswalder Boddens und wird fast völlig von der zur Insel Rügen gehörenden Halbinsel Zudar umschlossen. Sie ist etwa 300 Meter lang und 100 Meter breit, bei einer Fläche von 1,74 Hektar. Sie gehört seit der Eingemeindung der Gemeinde Zudar im Jahre 2004 heute zur Stadt Garz/Rügen.
Auf Tollow lebt eine große Kormoranpopulation, die durch ihren Kot die ursprüngliche Vegetation zum großen Teil zum Absterben gebracht hat. Die Kormorane, die zeitweise von Baum- zu Bodenbrütern geworden sind, verziehen sich nun langsam, nachdem ihr Kot die Bäume und damit ihre Nistgrundlage zerstört hat.
Einer Legende nach, die aber niemals mit exakten Quellen bewiesen werden konnte, soll sich das Grab des am 20. Oktober 1401 in Hamburg durch Köpfen hingerichteten Piraten Klaus Störtebekers auf der Insel befinden. Das Grab wurde nie gefunden, und es ist auch sehr unwahrscheinlich, dass die sterblichen Überreste eines in Hamburg gerichteten Delinquenten aufwendig über mehrere hundert Kilometer zur Bestattung auf diese Insel überführt wurden. Weitere Erzählungen besagen, dass es sich bei Tollow um eine Schatzinsel handele.